# KXM
KXM — американская хард-рок супергруппа, созданная в 2013 году вокалистом и бас-гитаристом King’s X Дагом Пинником, гитаристом Lynch Mob и Dokken Джорджем Линчем и барабанщиком Korn Рэем Лузье.

## История
Первый альбом группы был выпущен в 2014 году на Rat Pak Records и получил название «KXM». Релиз занял 31 место в чарте US Billboard 200.
В 2017 году вышел второй альбом — «Scatterbrain», занявший 81 место в чарте US Billboard 200.
В 2019 году вышел третий альбом — «Circle of Dolls».

## Состав
- Даг Пинник — вокал, бас-гитара
- Джордж Линч — гитара
- Рэй Лузье — ударные

## Дискография
- KXM (2014)
- Scatterbrain (2017)
- Circle of Dolls (2019)